# Lovisa Lindh
Lovisa Lindh (Suecia, 9 de julio de 1991) es una atleta sueca, especialista en la prueba de 800 m en la que llegó a ser medallista de bronce europea en 2016.

## Carrera deportiva
En el Campeonato Europeo de Atletismo de 2016 ganó la medalla de bronce en los 800 metros, con un tiempo de 2:00.37 segundos, llegando a meta tras la ucraniana Nataliya Pryshchepa (oro con 1:59.70 s) y la francesa Rénelle Lamote (plata).